# Ghebura
Ghebura (georgiska: ღებურა) är ett vattendrag i Georgien. Det ligger i den centrala delen av landet, 130 km nordväst om huvudstaden Tbilisi.